# Pol Boël
Pour les articles homonymes, voir Famille Boël et Boël.
Le comte Pol Boël, né à Bruxelles le 11 mai 1923 et décédé le 19 juillet 2007, fut un industriel sidérurgiste et homme politique belge wallon, membre du PRL.

## Biographie
Il est le fils de René Boël (en) (1899-1990) et de Yvonne Solvay (1896-1930) et l'arrière-petit-fils de Gustave Boël. Pol Boël fut marié à Nicole Davignon, une sœur de Étienne Davignon et fut père de trois enfants.
Il fut licencié en sciences (Yale). D'abord administrateur au Groupement des Hauts-Fourneaux et Aciers Belges en 1964, puis au Centre de Recherches Métallurgiques de Liège en 1966, à l’Union wallonne des entreprises en 1971 et vice-président de la Fédération des entreprises de Belgique (1984-1985).
Il fut sénateur (1985-1999), député belge et député wallon.
Il fut conseiller communal de La Louvière de 2000 à 2006.